# (239890) Edudeldon
(239890) Edudeldon est un astéroïde de la ceinture principale.

## Description
(239890) Edudeldon est un astéroïde de la ceinture principale. Il fut découvert le 1er septembre 2000 à Saltsjobaden par Alexis Brandeker. Il présente une orbite caractérisée par un demi-grand axe de 2,32 UA, une excentricité de 0,24 et une inclinaison de 2,5° par rapport à l'écliptique.

## Compléments